# Deutsche ATSB-Fußballmeisterschaft 1920/21
Die deutsche ATSB-Fußballmeisterschaft 1921 war die zweite vom Arbeiter-Turn- und Sportbund ausgerichtete deutsche Meisterschaft im Fußball. Sieger wurde der TB Leipzig-Stötteritz.

## Modus und Teilnehmer
Die 14 ATSB-Kreismeister ermittelten in vier regionalen Endrunden die Teilnehmer an der Finalrunde. Gespielt wurde im K.-o.-System.
| Nordwestdeutschland - FT Kiel-Friedrichsort - TSG Waldau - FTSV Ohligs - FT Unterweser-Bremerhaven | Mitteldeutschland - TV Glashütte Jena - TB Leipzig-Stötteritz - FK Minerva Halle | Ostdeutschland - FT Breslau-Süd - Nordiska 13 Berlin - Stettiner SC 1919 | Süddeutschland - FT Bornheim - TSV Nürnberg-Südost - TB Durlach-Aue - TSV Stuttgart-Ost |

## Verbandsmeisterschaften

### Nordwest
Halbfinale
| Datum       |                       | Ergebnis  |                           | Austragungsort                  |
| ----------- | --------------------- | --------- | ------------------------- | ------------------------------- |
| 8. Mai 1921 | FT Kiel-Friedrichsort | 2:6 (1:1) | FT Unterweser-Bremerhaven |                                 |
| 8. Mai 1921 | FTSV Ohligs           | 1:2 (1:2) | TSG Waldau                | Essen, Sportplatz am Kaiserpark |

Finale
| Datum       |                           | Ergebnis  |            | Austragungsort |
| ----------- | ------------------------- | --------- | ---------- | -------------- |
| 2. Mai 1921 | FT Unterweser-Bremerhaven | 6:2 (1:1) | TSG Waldau | Geestemünde    |

### Mitte
Halbfinale
| Datum       |                  | Ergebnis |                   | Austragungsort |
| ----------- | ---------------- | -------- | ----------------- | -------------- |
| 8. Mai 1921 | FK Minerva Halle | 2:0      | TV Glashütte Jena | Halle (Saale)  |

Der TB Leipzig-Stötteritz hatte im Halbfinale ein Freilos.
Finale
| Datum        |                       | Ergebnis  |                  | Austragungsort                      |
| ------------ | --------------------- | --------- | ---------------- | ----------------------------------- |
| 22. Mai 1921 | TB Leipzig-Stötteritz | 2:1 (1:0) | FK Minerva Halle | Leipzig-Leutzsch, Gemeindesportpark |

### Ost
Halbfinale
| Datum       |                | Ergebnis  |                   | Austragungsort    |
| ----------- | -------------- | --------- | ----------------- | ----------------- |
| 8. Mai 1921 | FT Breslau-Süd | 2:1 (0:1) | Stettiner SC 1919 | Cottbus, FT-Platz |

Nordiska 13 Berlin hatte im Halbfinale ein Freilos.
Finale
| Datum        |                    | Ergebnis  |                | Austragungsort                                 |
| ------------ | ------------------ | --------- | -------------- | ---------------------------------------------- |
| 22. Mai 1921 | Nordiska 13 Berlin | 3:2 (1:2) | FT Breslau-Süd | Berlin-Pankow, Sportplatz Pichelswerder Straße |

### Süd
Halbfinale
| Datum       |                     | Ergebnis  |                   | Austragungsort |
| ----------- | ------------------- | --------- | ----------------- | -------------- |
| 8. Mai 1921 | TB Aue-Durlach      | 0:2 (0:0) | FT Bornheim       | Karlsruhe      |
| 8. Mai 1921 | TSV Nürnberg-Südost | 2:1 (1:0) | TSV Stuttgart-Ost | Nürnberg       |

Finale
| Datum        |             | Ergebnis  |                     | Austragungsort    |
| ------------ | ----------- | --------- | ------------------- | ----------------- |
| 22. Mai 1921 | FT Bornheim | 2:1 (0:0) | TSV Nürnberg-Südost | Stuttgart-Botnang |

## Endrunde um die Bundesmeisterschaft
Halbfinale
| Datum         |                       | Ergebnis             |                           | Austragungsort         |
| ------------- | --------------------- | -------------------- | ------------------------- | ---------------------- |
| 19. Juni 1921 | Nordiska 13 Berlin    | 3:2 n. V. (2:2, 1:1) | FT Unterweser-Bremerhaven | Berlin, Schebera-Platz |
| 19. Juni 1921 | TB Leipzig-Stötteritz | 3:0 (1:0)            | FT Bornheim               | Erfurt                 |

Finale
| Datum         |                       | Ergebnis  |                    | Austragungsort |
| ------------- | --------------------- | --------- | ------------------ | -------------- |
| 10. Juli 1921 | TB Leipzig-Stötteritz | 3:0 (1:0) | Nordiska 13 Berlin | Dresden-Löbtau |